# Seznam jazyků podle počtu mluvčích

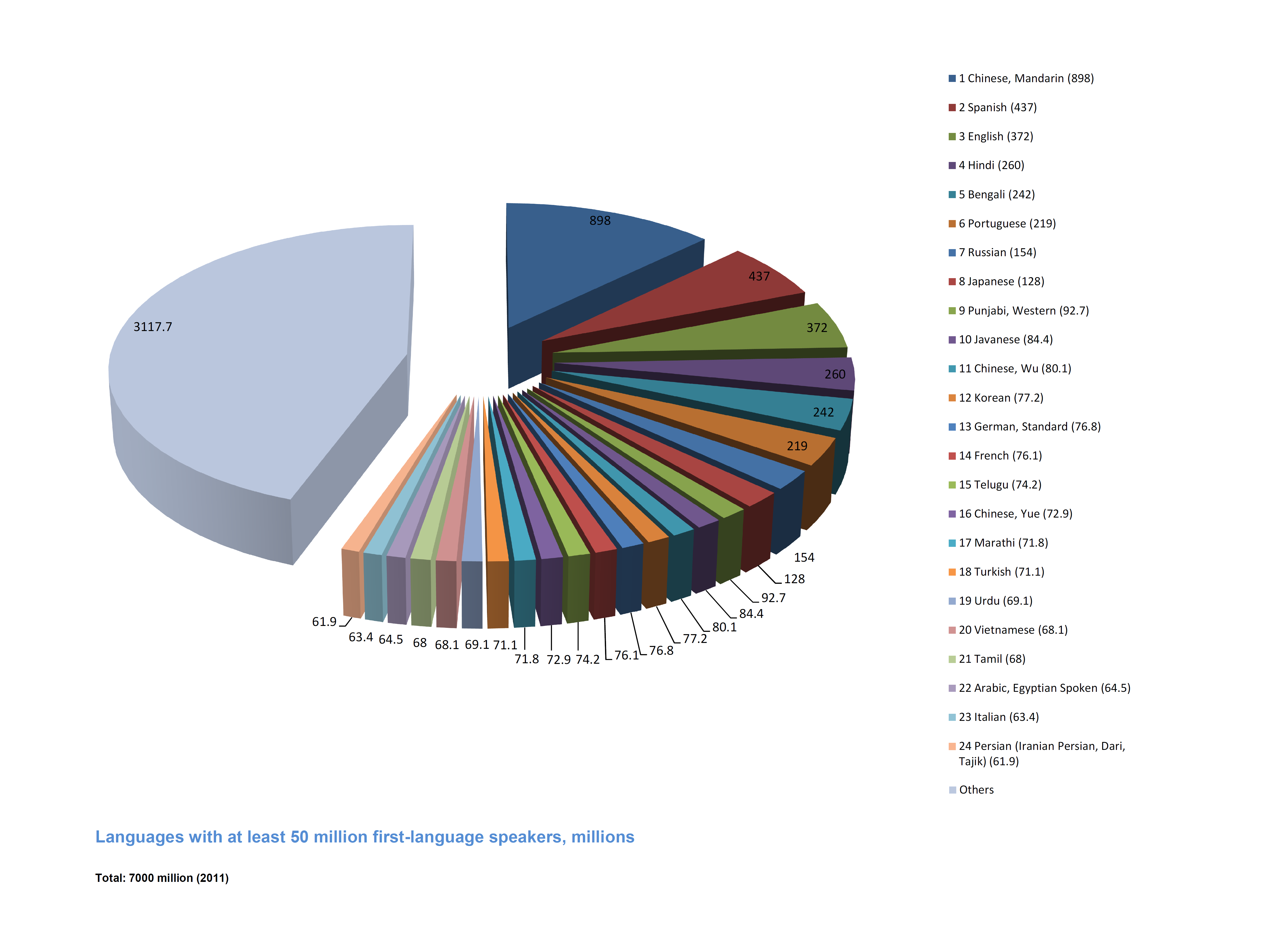
Největší světové jazyky

Seznam jazyků podle počtu mluvčích, řazený podle počtu osob, které tímto jazykem hovoří jako svou mateřštinou.

## Odhady podleEthnologue(20. vydání z roku 2017)
Následující tabulka se zakládá na seznamu největších světových jazyků s nejméně 50 miliony mluvčích, jak jej zveřejnil Ethnologue v roce 2017. Jazyky považované Ethnologue za makrojazyky jsou značené kurzívou.
| #  | Jazyk                                             | Počet rodilých mluvčích (v milionech) | Počet rodilých mluvčích (v milionech) | Státy nebo oblasti, kde má více než 1 % populace daný mateřský jazyk |
| #  | Jazyk                                             | v roce 2017                           | v roce 2013                           | Státy nebo oblasti, kde má více než 1 % populace daný mateřský jazyk |
| -- | ------------------------------------------------- | ------------------------------------- | ------------------------------------- | --- |
| 1  | čínština - stand. čínšt. - wu - kantonština (jüe) | 1 284 - 898 - 80,1 - 72,9             | 1 197 - 848 - 77,2 - 62,2             | Brunej, Kambodža, Kanada, Čína, Indonésie, Malajsie, Mongolsko, Filipíny, Singapur, Jihoafrická republika, Tchaj-wan, Thajsko |
| 2  | španělština                                       | 437                                   | 414                                   | Alžírsko, Andorra, Argentina, Belize, Benin, Bolívie, Čad, Chile, Kolumbie, Kostarika, Kuba, Dominikánská republika, Ekvádor, Salvador, Rovníková Guinea, Guatemala, Honduras, Pobřeží slonoviny, Madagaskar, Mali, Mexiko, Maroko, Nikaragua, Niger, Panama, Paraguay, Peru, Španělsko, Togo, Tunisko, Spojené státy americké, Uruguay, Venezuela                                                                |
| 3  | angličtina                                        | 372                                   | 335                                   | Austrálie, Belize, Botswana, Brunej, Kamerun, Kanada, Eritrea, Etiopie, Fidži, Gambie, Guyana, Indie, Izrael, Lesotho, Libérie, Malajsie, Namibie, Nauru, Nový Zéland, Palau, Papua Nová Guinea, Filipíny, Irsko, Samoa, Seychely, Sierra Leone, Singapur, Šalomounovy ostrovy, Somálsko, Mikronésie, Jihoafrická republika, Surinam, Svazijsko, Tonga, Velká Británie, Spojené státy americké, Vanuatu, Zimbabwe |
| 4  | arabština - egyptská arabština                    | 295 - 64,5                            | 237 - 54,0                            | Egypt, Súdán, Alžírsko, Maroko, Tunisko, Libye, Saúdská Arábie, Sýrie, Jordánsko, Jemen, Spojené arabské emiráty, Omán, Irák, Libanon, Izrael |
| 5  | hindština                                         | 260                                   | 260                                   | Indie, Nepál, Singapur, Jihoafrická republika, Uganda |
| 6  | bengálština                                       | 242                                   | 193                                   | Bangladéš, Indie, Singapur |
| 7  | portugalština                                     | 219                                   | 203                                   | Angola, Brazílie, Kapverdy, Francie, Guinea-Bissau, Mosambik, Portugalsko, Svatý Tomáš a Princův ostrov |
| 8  | ruština                                           | 154                                   | 167                                   | Čína, Izrael, Mongolsko, Rusko, Spojené státy americké, všechny bývalé republiky Sovětského svazu (Rusko, Ukrajina, Bělorusko, Uzbekistán, Kazachstán, Gruzie, Ázerbájdžán, Litva, Moldavsko, Lotyšsko, Kyrgyzstán, Tádžikistán, Arménie, Turkmenistán, Estonsko) |
| 9  | japonština                                        | 128                                   | 122                                   | Japonsko, Singapur |
| 10 | paňdžábština - západní paňdžábština               | 119 - 92,7                            | 82,6 - 62,6                           | Indie, Pákistán, Keňa, Singapur |
| 11 | javánština                                        | 84,34                                 | 84,3                                  | Indonésie, Malajsie, Singapur |
| 12 | korejština                                        | 77,2                                  | 77,2                                  | Čína, Japonsko, Severní Korea, Jižní Korea, Singapur, Kazachstán, Vietnam, Spojené státy americké, Uzbekistán, Thajsko |
| 13 | němčina                                           | 76,8                                  | 78,2                                  | Rakousko, Belgie, Kanada, Francie, Německo, Maďarsko, Kazachstán, Lichtenštejnsko, Lucembursko, Polsko, Rumunsko, Rusko, Švýcarsko |
| 14 | francouzština                                     | 76,1                                  | 75,0                                  | Alžírsko, Andorra, Belgie, Benin, Burkina Faso, Burundi, Demokratická republika Kongo, Kambodža, Kamerun, Kanada, Čad, Komory, Konžská republika, Džibutsko, Francie, Gabon, Guinea, Haiti, Pobřeží slonoviny, Laos, Libanon, Lucembursko, Madagaskar, Mali, Mauritánie, Monako, Maroko, Niger, Rwanda, Senegal, Seychely, Švýcarsko, Togo, Tunisko, Vanuatu, Vietnam                                             |
| 15 | telugština                                        | 74,2                                  | 74,0                                  | Indie, Singapur |
| 16 | maráthština                                       | 71,8                                  | 71,8                                  | Indie |
| 17 | turečtina                                         | 71,8                                  | 70,8                                  | Bulharsko, Kypr, Německo, Řecko, Severní Makedonie, Rumunsko, Turecko, Uzbekistán |
| 18 | urdština                                          | 69,1                                  | 63,9                                  | Afghánistán, Indie, Mauricius, Pákistán, Jihoafrická republika, Thajsko |
| 19 | vietnamština                                      | 68,1                                  | 67,8                                  | Kambodža, Čína, Spojené státy americké, Vietnam |
| 20 | tamilština                                        | 68,0                                  | 68,8                                  | Indie, Malajsie, Mauricius, Singapur, Jihoafrická republika, Srí Lanka |
| 21 | italština                                         | 63,4                                  | 63,7                                  | Kanada, Chorvatsko, Eritrea, Francie, Itálie, San Marino, Slovinsko, Švýcarsko |
| 22 | perština                                          | 61,9                                  | 56,6                                  | Írán, Irák, Afghánistán, Omán, Katar, Tádžikistán, Spojené arabské emiráty |
| 23 | malajština                                        | 60,8                                  | 59,5                                  | Indonésie, Malajsie, Thajsko |

## Odhady CIA World Factbook
V tabulce níže jsou zaznamenána data zastoupení mluvčích mateřských jazyků podle nejrozšířenějších světových jazyků dle odhadů CIA World Factbook aktualizovaných k červenci roku 2017. K výpočtu počtu mluvčích byl použit odhad populace CIA World Factbook k témuž datu, a sice 7 405 107 650 obyvatel.
| #  | Jazyk                    | Procento světové populace | Počet mluvčích v milionech |
| -- | ------------------------ | ------------------------- | -------------------------- |
| 1  | čínština (mandarínština) | 12,65 %                   | 936,7                      |
| 2  | španělština              | 5,8 %                     | 429,5                      |
| 3  | angličtina               | 4,6 %                     | 340,6                      |
| 4  | arabština                | 3,6 %                     | 266,6                      |
| 5  | hindština                | 3,6 %                     | 266,6                      |
| 6  | portugalština            | 2,8 %                     | 207,3                      |
| 7  | bengálština              | 2,6 %                     | 192,5                      |
| 8  | ruština                  | 2,3 %                     | 170,3                      |
| 9  | japonština               | 1,7 %                     | 125,9                      |
| 10 | pandžábština             | 1,2 %                     | 88,9                       |
| 11 | javánština               | 1,2 %                     | 88,9                       |

## Odhady podle World Almanac (2005)
World Almanac 2005 odhaduje počet mluvčích – prvních dvanáct nejrozšířenějších jazyků na světě takto:
1. čínština (tj. standardní čínština) 750 milionů
2. angličtina 514 milionů
3. hindština 496 milionů
4. španělština 425 milionů
5. ruština 275 milionů
6. arabština 256 milionů
7. bengálština 215 milionů
8. portugalština 194 milionů
9. malajština-indonéština 177 milionů
10. francouzština 129 milionů
11. němčina 125 milionů
12. italština 90 milionů